# Ipomoea desrousseauxii
Ipomoea desrousseauxii är en vindeväxtart som beskrevs av Ernst Gottlieb von Steudel. Ipomoea desrousseauxii ingår i släktet praktvindor, och familjen vindeväxter. Inga underarter finns listade i Catalogue of Life.